# Huilicheremaeus michaii
Huilicheremaeus michaii är en kvalsterart som beskrevs av Fernández, Marcangeli och Eguaras 1997. Huilicheremaeus michaii ingår i släktet Huilicheremaeus och familjen Licneremaeidae. Inga underarter finns listade i Catalogue of Life.